# Mopso (figlio di Ampice)
Nella mitologia greca Mopso (in greco Μόψος Mòpsos) era un oracolo ed indovino, figlio di Ampice e della ninfa Cloride.
È a volte identificato con il suo omonimo, anch'esso indovino. Il loro mito è comunque presentato separatamente e in contesti diversi, per cui i due sono in genere considerati personaggi distinti.

## Il mito
Mopso partecipò alla Centauromachia, ai giochi funebri in onore di Pelia e alla caccia al cinghiale calidonio. Nel corso della lotta con i Centauri Mopso uccise Odite e, in una fase successiva dello scontro, vide Ceneo librarsi in volo nelle sembianze di un uccello, dopo essere stato ucciso.
Prese in seguito parte alla spedizione degli Argonauti alla ricerca del vello d'oro e morì durante il viaggio di ritorno, morso nel deserto libico da un serpente.